# Cherut (Izrael)
Cherut (hebrejsky חֵרוּת, doslova „Svoboda“, v oficiálním přepisu do angličtiny Herut) je vesnice typu mošav v Izraeli, v Centrálním distriktu, v Oblastní radě Lev ha-Šaron.

## Geografie
Leží v nadmořské výšce 62 metrů v hustě osídlené a zemědělsky intenzivně využívané pobřežní nížině, respektive Šaronské planině, nedaleko od kopcovitých oblastí podél Zelené linie oddělujících vlastní Izrael v mezinárodně uznávaných hranicích od okupovaného Západního břehu Jordánu. Na severním okraji obce začíná vádí Nachal Cherut.
Obec se nachází 8 kilometrů od břehu Středozemního moře, cca 22 kilometrů severovýchodně od centra Tel Avivu, cca 63 kilometrů jižně od centra Haify a 10 kilometrů jihovýchodně od města Netanja. Cherut obývají Židé, přičemž osídlení v tomto regionu je etnicky převážně židovské. Západním směrem v pobřežní nížině je osídlení ryze židovské. Na východ od mošavu ovšem leží část pásu měst a vesnic obývaných izraelskými Araby - takzvaný Trojúhelník. Konkrétně jde o město Tira necelé 3 kilometry odtud.
Cherut je na dopravní síť napojen pomocí místních komunikací, které vedou do sousedního města Tel Mond, které k mošavu přiléhá na severní straně.

## Dějiny
Cherut byl založen v roce 1930. Název obce odkazuje na 1800. výročí povstání Bar Kochby. Původní jméno mošavu znělo Cherut Jehuda (חרות יהודה) - Svoboda Judeje. Zakladateli vesnice byli židovští přistěhovalci z Ruska, Polska a Německa, kteří do mandátní Palestiny dorazili v rámci třetí a čtvrté alije.
Osadnická skupina Cherut se zformovala již roku 1927. Od počátku plánovala zřízení zemědělské osady orientované na pěstování citrusů. V první fázi obyvatelé pobývali ve společné ubikaci. V první dekádě existence mošavu zde bylo cca 80 rodinných farem, koncem 30. let 20. století bylo přidáno dalších 14. Další skupina nových osadníků sem přišla po roce 1948. V obci vyrostla mateřská škola, zdravotní středisko, synagoga a společenské centrum.
Koncem 40. let měl mošav rozlohu katastrálního území 2 000 dunamů (2 kilometry čtvereční). Správní území obce dosahuje nyní 3800 dunamů (3,8 kilometru čtverečního). Místní ekonomika je založena na zemědělství (pěstování citrusů, květin nebo zeleniny a chov drůbeže). Probíhá zde stavební expanze a roste podíl rodin bez vazby na zemědělský způsob hospodaření.

## Demografie
Podle údajů z roku 2014 tvořili naprostou většinu obyvatel v Cherut Židé (včetně statistické kategorie "ostatní", která zahrnuje nearabské obyvatele židovského původu ale bez formální příslušnosti k židovskému náboženství).
Jde o menší sídlo vesnického typu s dlouhodobě rostoucí populací. K 31. prosinci 2014 zde žilo 1287 lidí. V roce 2014 populace klesla o 0,5 %.
| Rok            | 1948 | 1961 | 1972 | 1983 | 1995 | 2001 | 2003 | 2004 | 2005 | 2006 | 2007 | 2008 | 2009 | 2010 | 2011 | 2012 | 2013 | 2014 |
| -------------- | ---- | ---- | ---- | ---- | ---- | ---- | ---- | ---- | ---- | ---- | ---- | ---- | ---- | ---- | ---- | ---- | ---- | ---- |
| Počet obyvatel | 437  | 407  | 401  | 446  | 563  | 852  | 964  | 1028 | 1073 | 1172 | 1206 | 1257 | 1223 | 1244 | 1282 | 1304 | 1294 | 1287 |